# Sehnde
Sehnde è una città di 22.819 abitanti della Bassa Sassonia, in Germania.
Appartiene alla regione di Hannover (targa H).
Sehnde è costituita da quindici villaggi, uniti nel 1974 e dotati del titolo città (Stadt) nel 1997. A causa della sua vicinanza a Hannover e la sua eccellente accessibilità con automobile, ferrovia e nave (canale Mittellandkanal) ha vissuto un aumento di popolazione continuo durante i decenni passati.

## Geografia antropica

### Suddivisioni amministrative
Oltre al capoluogo, Sehnde, il territorio comunale comprende le frazioni di Bilm, Bolzum, Dolgen, Evern, Gretenberg, Haimar, Höver, Ilten, Klein Lobke, Müllingen, Rethmar, Wassel, Wehmingen e Wirringen.